# Patranomodon
Patranomodon é um gênero extinto de pequenos terapsídeos anomodontos que viveram no Permiano da África do Sul.

## Características
Patranomodon é considerado juntamente com Anomocephalus, um dos anomodontos mais basais, os anomodontos diferem dos dicinodontes, especialmente na presença de dentes bem desenvolvidos. Sua dentição ainda é pouco conhecida, mas aparentemente era herbívoro. Na ausência de dados fornecidos pela dentição, é difícil saber os hábitos alimentares deste anomodonto, mas certas características da cabeça, como o focinho curto, existe geralmente em tetrápodes herbívoros. Falta a articulação da mandíbula típica de dicinodontes e tem uma superfície articular em forma de parafuso entre a bigorna e o martelo.